# أوتو بيشر
أوتو بيشر (بالإنجليزية: Otto Becher)‏ هو ضابط استخبارات أسترالي، ولد في 13 سبتمبر 1908 في Harvey, Western Australia ‏ في أستراليا، وتوفي في 15 يونيو 1977 في سيدني في أستراليا بسبب نوبة قلبية.